# Batrachostomus affinis
Batrachostomus affinis е вид птица от семейство Podargidae.

## Разпространение
Видът е разпространен в Бруней, Виетнам, Индонезия, Камбоджа, Лаос, Малайзия, Мианмар, Тайланд и Филипините.